# 卢树森
卢树森（1900年—1955年），字奉璋，籍贯浙江桐乡，出生于上海，中国近代建筑师。

## 生平
卢树森的父亲卢学溥为近代银行家，亦为著名作家茅盾的表叔和老师。1923年至1926年间，卢树森赴美国宾夕法尼亚大学建筑系留学，与梁思成、杨廷宝、赵深等人为同学。回国后，他于1929年加入中国科学社。1930年起任教于国立中央大学建筑系。1931年加入中国营造学社。1932年，赴北平任铁道部计正。1936年与人合办永宁建筑师事务所。抗日战争爆发后，卢树森于1937年底回到国立中央大学担任建筑系主任，并随学校西迁重庆。次年因不适应四川气候与生活，卢树森回到上海，续办永宁建筑师事务所。抗战结束后，他于1946年出任上海市都市计划委员会委员。同年赴台湾任民政处技正。1948年回到南京。中华人民共和国成立后，出任华东建筑设计公司总工程师兼驻南京办事处主任。1955年因病在上海去世，终年55岁。
卢树森的主要建筑作品包括青岛湛山寺（与赵深合作）、南京中山陵园藏经楼（现为孙中山纪念馆）、南京中央研究院北极阁气象台、南京成贤街文德里中国科学社生物研究所、上海明复图书馆等。